# Вулиця Сергія Сімагова
Вулиця Сергія Сімагова — вулиця у місті Сміла Черкаської області. Розпочинається перехрестям з вул. Захисників України та закінчується перехрестям з вул. Кармелюка. 